# Soldier of Fortune (magazine)
Pour les articles homonymes, voir Soldier of Fortune.
Soldier of Fortune (SOF) était un mensuel américain dédié aux guerres à travers le monde. Il traite aussi bien des guerres conventionnelles que des conflits de faible intensité ou encore d'anti-terrorisme.

## Histoire
Le magazine Soldier of Fortune a été créé en 1975 par le Lieutenant-colonel Robert K. Brown qui a servi dans les forces spéciales américaines au Viêt Nam. Le dernier numéro est paru en avril 2016. La version numérique continue.